# Sergio Castel
Sergio Castel Martínez (Las Rozas de Madrid, 22 febbraio 1995) è un calciatore spagnolo, attaccante dell'Apollōn Limassol.

## Carriera
Cresciuto nel settore giovanile del Las Rozas, nel 2013 viene acquistato dall'Osasuna. Dopo un anno nelle giovanili, nel gennaio 2014 viene ceduto in prestito al Tudelano, club della terza divisione spagnola. Negli anni successivi ha giocato nelle serie minori del calcio spagnolo, con brevi esperienze all'estero al Bendigo City in Australia e al Quảng Ninh in Vietnam. Nel 2017 si trasferisce al San Sebastián de los Reyes, con cui disputa due stagioni nella terza divisione spagnola. Nel 2019 viene ingaggiato dall'Atlético Madrid B, dove però non giocherà mai, in quanto verrà subito girato in prestito dapprima allo Jamshedpur in India e successivamente all'Ibiza, nella terza divisione spagnola, che al termine della stagione 2020-2021, culminata con la promozione in Segunda División, lo acquista a titolo definitivo. Il 13 agosto 2021, all'età di 26 anni, ha esordito nella seconda divisione spagnola, in occasione dell'incontro pareggiato per 0-0 contro il Real Saragozza. Nel gennaio 2023 viene ceduto al Burgos.

## Statistiche

### Presenze e reti nei club
Statistiche aggiornate al 27 aprile 2023.
| Stagione          | Squadra           | Campionato        | Campionato | Campionato | Coppe nazionali | Coppe nazionali | Coppe nazionali | Coppe continentali | Coppe continentali | Coppe continentali | Altre coppe | Altre coppe | Altre coppe | Totale | Totale |
| Stagione          | Squadra           | Comp              | Pres       | Reti       | Comp            | Pres            | Reti            | Comp               | Pres               | Reti               | Comp        | Pres        | Reti        | Pres   | Reti   |
| ----------------- | ----------------- | ----------------- | ---------- | ---------- | --------------- | --------------- | --------------- | ------------------ | ------------------ | ------------------ | ----------- | ----------- | ----------- | ------ | ------ |
| gen.-giu. 2014    | Tudelano          | SDB               | 1          | 0          | CR              | -               | -               |                    | -                  | -                  |             | -           | -           | 1      | 0      |
| 2014-gen. 2015    | Lealtad           | SDB               | 4          | 0          | CR              | 1               | 0               |                    | -                  | -                  |             | -           | -           | 5      | 0      |
| 2017-2018         | S.S. Reyes        | SDB               | 17         | 2          |                 | -               | -               |                    | -                  | -                  |             | -           | -           | 17     | 2      |
| 2018-2019         | S.S. Reyes        | SDB               | 34         | 13         |                 | -               | -               |                    | -                  | -                  |             | -           | -           | 34     | 13     |
| Totale S.S. Reyes | Totale S.S. Reyes | Totale S.S. Reyes | 51         | 15         |                 | -               | -               |                    | -                  | -                  |             | -           | -           | 51     | 15     |
| 2019-2020         | Jamshedpur        | ISL               | 11         | 7          |                 | -               | -               |                    | -                  | -                  |             | -           | -           | 11     | 7      |
| 2020-2021         | Ibiza             | SDB               | 14+7       | 5+2        | CR              | 3               | 3               |                    | -                  | -                  |             | -           | -           | 24     | 10     |
| 2021-2022         | Ibiza             | SD                | 32         | 9          | CR              | 2               | 0               |                    | -                  | -                  |             | -           | -           | 34     | 9      |
| 2022-gen. 2023    | Ibiza             | SD                | 16         | 0          | CR              | 0               | 0               |                    | -                  | -                  |             | -           | -           | 16     | 0      |
| Totale Ibiza      | Totale Ibiza      | Totale Ibiza      | 62+7       | 14+2       |                 | 5               | 3               |                    | -                  | -                  |             | -           | -           | 74     | 19     |
| gen.-giu. 2023    | Burgos            | SD                | 10         | 0          | CR              | -               | -               |                    | -                  | -                  |             | -           | -           | 10     | 0      |
| feb.-mar. 2025    | Marbella FC       | PF-2              | 0          | 0          | CR              | -               | -               |                    | -                  | -                  |             | -           | -           | 0      | 0      |
| Totale carriera   | Totale carriera   | Totale carriera   | 146        | 38         |                 | 6               | 3               |                    | -                  | -                  |             | -           | -           | 152    | 41     |